# Mohamed Ait Abbou
Mohamed Ait Abbou (tiếng Ả Rập: محمد آيت عبو) (sinh ngày 23 tháng 8 năm 1985) là một cầu thủ bóng đá người Maroc. Hiện tại anh thi đấu cho Al-Baqa'a Club.